# Jarosław Wojciech Sokołowski
Jarosław Wojciech Sokołowski z Warzymowa herbu Pomian (zm. 1625) – kasztelan bydgoski (1617–1621), a następnie kasztelan brzeski kujawski (od 1621). Uczestniczył w sejmie warszawskim 1620 roku.

## Życiorys
Syn Jana i nieznanej z imienia Trzebuchowskiej, wnuk kasztelana lędzkiego Jarosława Jana (zm. 1517/18), komornika Władysława Jagiellończyka. Poślubił Dorotę Spławską, córkę Jana Spławskiego, wojewody inowrocławskiego. Miał dwóch synów: kasztelana bydgoskiego Jana oraz starostę radziejowskiego Macieja.